# Філ Янгхазбенд
Філіп Джеймс Пле́йсер Янгха́збанд (англ. Philip James Placer Younghusband; нар. 4 серпня 1987, Ешфорд) — філіппінський футболіст, нападник клубу «Давао Агілас» та національної збірної Філіппін.

## Клубна кар'єра
Народився 4 серпня 1987 року в місті Ешфорд в родині англійця і філіппінки. Разом із своїм старшим братом Джеймсом став навчатись у футбольній школі лондонського клубу «Челсі». Філ починав грати на позиції нападника. У сезоні 2003/04 він став найкращим бомбардиром юнацької команди «Челсі», а в 2004/05 — найкращим бомбардиром молодіжної команди. У сезоні 2005/06 зіграв 21 матч і забив 5 голів за резервну команду «Челсі».
У серпні 2007 року був відданий в оренду в клуб данської Суперліги «Есб'єрг», проте жодного матчу за цю команду так і не провів. Влітку 2008 року контракт Янгхазбанда з «Челсі» закінчився, і він поїхав на Філіппіни, де став виступати за місцеві команди.

## Виступи за збірні
2005 року залучався до складу молодіжної збірної Філіппін. На молодіжному рівні зіграв у 3 офіційних матчах, забив 2 голи.
12 листопада 2006 року дебютував в офіційних іграх у складі національної збірної Філіппін в матчі проти збірної Лаосу (1:2) , а вже через два дні відзначився чотирма голами у ворота збірної Східного Тимору. 
У 2010 році разом зі збірною пробився до півфіналу чемпіонату Південно-Східної Азії, повторивши це досягнення і на наступних турнірах 2012, 2014 і 2018 років. Також став з 6 голами найкращим бомбардиром Кубка виклику АФК 2012, вигравши з командою бронзові нагороди турніру, а через два роки став фіналістом турніру.
У складі збірної був учасником кубка Азії з футболу 2019 року в ОАЕ, що став історичним першим виходом його збірної на континентальну першість.
Наразі з 52 голами став найкращим бомбардиром в історії філіппінської збірної.
| Дата       | Місто         | Господарі      | Результат | Гості     | Турнір                     | Голи | Примітки |
| ---------- | ------------- | -------------- | --------- | --------- | -------------------------- | ---- | -------- |
| 07-01-2019 | Дубай (місто) | Південна Корея | 1 – 0     | Філіппіни | Кубок Азії 2019 - 1-й етап | -    | 89'      |
| 11-01-2019 | Абу-Дабі      | Філіппіни      | 0 – 3     | КНР       | Кубок Азії 2019 - 1-й етап | -    | 66'      |
| Усього     |               | Матчів         | 2         |           | Голів                      | 0    |          |